# باشگاه فوتبال بارنت
باشگاه فوتبال بارنت  (به انگلیسی: .Barnet F.C) باشگاه فوتبال انگلیسی است که در شهر لندن قرار دارد.
این باشگاه در سال ۱۸۸۸ تأسیس شده‌است.
ادگار داویدس ستاره سرشناس و هلندی فوتبال، در اواخر دوران بازی خود مقطعی را در این تیم گذراند.